# Frielingen (Kirchheim)
Frielingen ist ein Ortsteil der Gemeinde Kirchheim im osthessischen Landkreis Hersfeld-Rotenburg. Der Ort liegt an der Aula nordwestlich von Kirchheim. Durch Frielingen verläuft die Bundesstraße 454.

## Geschichte

### Ortsgeschichte
Die älteste bekannte schriftliche Erwähnung von Frielingen erfolgte unter dem Namen Wrilingin im Jahr 1213. Es gehörte damals, wohl als Lehen der Abtei Hersfeld, dem Ortsadelsgeschlecht derer von Frielingen. Nachdem diese im Jahre 1365 bereits einen Teil wiederkäuflich an die Herren von Reckrodt verkauften, hatte der Ort in den folgenden Jahrhunderten vielfach wechselnde Besitzer, alle als Lehnsinhaber der Abtei Hersfeld bzw. deren Rechtsnachfolger, den Landgrafen von Hessen-Kassel.
In Frielingen befand sich ein 1685 massiv aus Stein erbautes Schloss, im Besitz einer Ganerbengemeinschaft (u. a. Meysenbug, Hanstein, Diede zum Fürstenstein), das 1785 abgebrochen wurde.
Bis 1905 gingen die Kinder von Heddersdorf nach Frielingen in die Schule.
Hessische Gebietsreform (1970–1977)
Zum 1. Februar 1971 wurde die Gemeinde Frielingen im Zuge der Gebietsreform in Hessen auf freiwilliger Basis in die Gemeinde Kirchheim eingegliedert. Für Frielingen, wie für alle bei der Gebietsreform nach Kirchheim eingegliederten Gemeinden sowie für die Kerngemeinde, wurden Ortsbezirke mit Ortsbeirat und Ortsvorsteher nach der Hessischen Gemeindeordnung gebildet.

### Verwaltungsgeschichte im Überblick
Die folgende Liste zeigt die Staaten und Verwaltungseinheiten, denen Frielingen angehört(e):
- 1348: Heiliges Römisches Reich, Reichsabtei Hersfeld, Amt Niederaula
- ab 1378: Heiliges Römisches Reich, Landgrafschaft Hessen (1402–1458 Abtei Hersfeld), Amt Niederaula
- ab 1648: Heiliges Römisches Reich, Landgrafschaft Hessen-Kassel, Fürstentum Hersfeld, Amt Niederaula
- ab 1806: Landgrafschaft Hessen-Kassel, Fürstentum Hersfeld, Amt Niederaula
- 1807–1813: Königreich Westphalen, Departement der Werra, Distrikt Hersfeld, Kanton Obergeis
- ab 1815: Kurfürstentum Hessen, Fürstentum Hersfeld, Amt Niederaula[9]
- ab 1821/22: Kurfürstentum Hessen, Provinz Fulda, Kreis Hersfeld[10][Anm. 2]
- ab 1848: Kurfürstentum Hessen, Bezirk Hersfeld
- ab 1848: Kurfürstentum Hessen, Bezirk Hersfeld
- ab 1851: Kurfürstentum Hessen, Provinz Fulda, Kreis Hersfeld
- ab 1867: Königreich Preußen, Provinz Hessen-Nassau, Regierungsbezirk Kassel, Landkreis Fulda
- ab 1871: Deutsches Reich, Königreich Preußen, Provinz Hessen-Nassau, Regierungsbezirk Kassel, Kreis Hersfeld
- ab 1918: Deutsches Reich, Freistaat Preußen, Provinz Hessen-Nassau, Regierungsbezirk Kassel, Kreis Hersfeld
- ab 1944: Deutsches Reich, Freistaat Preußen, Provinz Kurhessen, Landkreis Hersfeld
- ab 1945: Amerikanische Besatzungszone, Groß-Hessen, Regierungsbezirk Kassel, Landkreis Hersfeld
- ab 1946: Amerikanische Besatzungszone, Land Hessen, Regierungsbezirk Kassel, Landkreis Hersfeld
- ab 1949: Bundesrepublik Deutschland, Land Hessen, Regierungsbezirk Kassel, Landkreis Hersfeld
- ab 1971: Bundesrepublik Deutschland, Land Hessen, Regierungsbezirk Kassel, Landkreis Hersfeld, Gemeinde Kirchheim[Anm. 3]
- ab 1972: Bundesrepublik Deutschland, Land Hessen, Regierungsbezirk Kassel, Landkreis Hersfeld-Rotenburg, Gemeinde Kirchheim

## Bevölkerung

### Einwohnerstruktur 2011
Nach den Erhebungen des Zensus 2011 lebten am Stichtag dem 9. Mai 2011 in Frielingen 372 Einwohner. Darunter waren 3 (0,8 %) Ausländer.
Nach dem Lebensalter waren 69 Einwohner unter 18 Jahren, 153 zwischen 18 und 49, 63 zwischen 50 und 64 und 87 Einwohner waren älter. Die Einwohner lebten in 159 Haushalten. Davon waren 39 Singlehaushalte, 39 Paare ohne Kinder und 63 Paare mit Kindern, sowie 12 Alleinerziehende und 6 Wohngemeinschaften. In 36 Haushalten lebten ausschließlich Senioren und in 99 Haushaltungen lebten keine Senioren.

### Einwohnerentwicklung
| Frielingen: Einwohnerzahlen von 1834 bis 2015 | Frielingen: Einwohnerzahlen von 1834 bis 2015 | Frielingen: Einwohnerzahlen von 1834 bis 2015 | Frielingen: Einwohnerzahlen von 1834 bis 2015 | Frielingen: Einwohnerzahlen von 1834 bis 2015 |
| --- | --------------------------------------------- | --------------------------------------------- | --------------------------------------------- | --------------------------------------------- |
| Jahr |                                               |                                               |                                               | Einwohner                                     |
| 1834 | 1834                                          |                                               | 391                                           | 391                                           |
| 1840 | 1840                                          |                                               | 413                                           | 413                                           |
| 1846 | 1846                                          |                                               | 430                                           | 430                                           |
| 1852 | 1852                                          |                                               | 390                                           | 390                                           |
| 1858 | 1858                                          |                                               | 345                                           | 345                                           |
| 1864 | 1864                                          |                                               | 356                                           | 356                                           |
| 1871 | 1871                                          |                                               | 344                                           | 344                                           |
| 1875 | 1875                                          |                                               | 327                                           | 327                                           |
| 1885 | 1885                                          |                                               | 296                                           | 296                                           |
| 1895 | 1895                                          |                                               | 299                                           | 299                                           |
| 1905 | 1905                                          |                                               | 333                                           | 333                                           |
| 1910 | 1910                                          |                                               | 333                                           | 333                                           |
| 1925 | 1925                                          |                                               | 365                                           | 365                                           |
| 1939 | 1939                                          |                                               | 348                                           | 348                                           |
| 1946 | 1946                                          |                                               | 530                                           | 530                                           |
| 1950 | 1950                                          |                                               | 533                                           | 533                                           |
| 1956 | 1956                                          |                                               | 448                                           | 448                                           |
| 1961 | 1961                                          |                                               | 389                                           | 389                                           |
| 1967 | 1967                                          |                                               | 383                                           | 383                                           |
| 1970 | 1970                                          |                                               | 408                                           | 408                                           |
| 1982 | 1982                                          |                                               | 419                                           | 419                                           |
| 1990 | 1990                                          |                                               | ?                                             | ?                                             |
| 2000 | 2000                                          |                                               | ?                                             | ?                                             |
| 2006 | 2006                                          |                                               | 384                                           | 384                                           |
| 2010 | 2010                                          |                                               | 408                                           | 408                                           |
| 2011 | 2011                                          |                                               | 372                                           | 372                                           |
| 2015 | 2015                                          |                                               | 378                                           | 378                                           |
| Datenquelle: Historisches Gemeindeverzeichnis für Hessen: Die Bevölkerung der Gemeinden 1834 bis 1967. Wiesbaden: Hessisches Statistisches Landesamt, 1968. Weitere Quellen: LAGIS; 1982:; Zensus 2011 Ab 2004 Daten jeweils zum Stichtag 31. Dezember des jeweiligen Jahres ohne Nebenwohnsitze |                                               |                                               |                                               |                                               |

### Historische Religionszugehörigkeit
| • 1885: | 294 evangelische (= 99,32 %), 2 katholische (= 0,68 %) Einwohner   |
| • 1961: | 333 evangelische (= 85,60 %), 47 katholische (= 12,08 %) Einwohner |

## Politik
Für den Ortsteil Frielingen besteht ein Ortsbezirk (Gebiete der ehemaligen Gemeinde Frielingen) mit Ortsbeirat und Ortsvorsteher nach der Hessischen Gemeindeordnung. Der Ortsbeirat besteht aus sieben Mitgliedern. Nach den Kommunalwahlen in Hessen 2021 gesteht der Ortsbeirat aus sechs fraktionslosen Mitgliedern. Diese wählten Helmut Hühn zum Ortsvorsteher.

## Sehenswürdigkeiten
Für die unter Denkmalschutz stehenden Kulturdenkmale des Ortes siehe die Liste der Kulturdenkmäler in Frielingen.

## Vereinswesen
In Frielingen gibt es zahlreiche Traditionsvereine wie zum Beispiel die Burschenschaft, die Freiwillige Feuerwehr, den Männergesangverein, den Posaunenchor und den Faschingsverein.

## Infrastruktur
- Auf seinem Weg von Bad Hersfeld nach Kirchheim fährt der Bürgerbus montags bis freitags durch den Ort.
- Durch den Ort führte die heute stillgelegte Bahnstrecke Bad Hersfeld–Treysa.